# Château de Pinceloup
Le château de Pinceloup est un château du début XVIIe siècle, remanié au tout début du XXe siècle, localisé à Sonchamp, dans le sud du département des Yvelines, non loin de Rambouillet. 
Il s'agissait en fait d’un édifice du XVIIe siècle, agrandi au XVIIIe siècle  pour François Prévost, notaire du roi Louis XVI. L'association brique et pierre est typique du premier XVIIe siècle. Remarquable est le pavillon central avec lanternon. 
La propriété est achetée vers 1897 par Eugène Thome, riche entrepreneur de travaux publics, collaborateur d'Adolphe Alphand et du baron Haussmann, sous le règne de l'empereur Napoléon III.  Le château est repris de 1901 à 1903. On dit que le bâtiment compte 365 fenêtres. 
Le manège aux chevaux et ses intérieurs ont fait l'objet d'une inscription au titre des Monuments historiques en 2005. 
Il est aujourd'hui propriété de la Ville de Paris et héberge, depuis 1958, une école Le Nôtre pour des jeunes en difficulté, en préparation des métiers de l'hôtellerie-restauration, de l'horticulture et du bâtiment.